# Гравиданотерапия
Гравиданотерапия — методика гормонального лечения, основанная на использовании разработанного русским медиком А. А. Замковым первого в мире гормонального лекарственного препарата гравидан (от лат. gravida — беременная), который вырабатывался из мочи беременных женщин по методике А. А. Замкова. Использовалась в 1930-х годах. В настоящее время не применяется.

## История методики
В 1928 году А. А. Замков, работавший тогда в Институте экспериментальной биологии, исследуя реакцию Цондек-Ашгейма, обнаружил реакцию на мочу беременных не только со стороны полового аппарата самок мышей, но и у самцов и решил испробовать действие мочи на половую систему человека. Реакция дала положительный результат, что послужило поводом для серии исследований, в итоге которых в 1929 году был создан препарат Гравидан, который 8 февраля 1929 года Замков испытал на себе, обнаружив сильное тонизирующее влияние препарата на состояние психики. По его собственным записям: «Будто выпил бутылку шампанского! Длился этот подъём, ну, дней 10. А подопытная фауна неистовствовала. Старый рысак, которого готовили к забою, после инъекции показал рекордную резвость. Всякая тварь крепла, плодилась и размножалась, как в раю». Эксперимент был признан успешным, после чего были проведены клинические эксперименты на красноармейцах, проходивших лечение в госпиталях, и наркоманах, проходивших лечение в нервно-психической лечебнице. Эксперименты показали значительный иммуностимулирующий и общетонизирующий эффект при широком спектре заболеваний и неожиданный положительный эффект в лечении наркотической зависимости. По результатам клиники исследования были признаны перспективными, однако в мае 1930 года работа остановилась. В 1932 году работы по препарату были возобновлены в специально созданной лаборатории урогравиданотерапии, на основе которой в 1933 году был создан Государственный институт урогравиданотерапии, директором которого и стал Замков. В 1938 году институт урогравиданотерапии был расформирован, а в 1964 году приказом Минздрава СССР «об исключениях из номенклатуры и прекращении производства малоэффективных или не вошедших в медицинскую практику препаратов» (от 30 декабря 1964 года) производство Гравидана было прекращено.

## Применение
Гравидан применялся при лечении инфекционных болезней (пневмония, тиф, малярия), в глазной практике (иридоциклиты, трахома), в урологии (импотенция и воспалительные процессы), сердечно-сосудистых болезнях, астме, язве желудка, гнойной хирургии и при расстройствах психики. В некоторых случаях были зафиксирован отрицательный эффект после введения гравидана. Так как каждый организм реагировал на препарат в высшей степени неодинаково, дозировка подбиралась исключительно индивидуально.